# Primera División 1967-1968 (Spagna)
La Primera División 1967-1968 è stata la 37ª edizione della massima serie del campionato spagnolo di calcio, disputato tra il 9 settembre 1967 e il 28 aprile 1968 e concluso con la vittoria del Real Madrid, al suo tredicesimo titolo, il secondo consecutivo.
Capocannoniere del torneo è stato Fidel Uriarte (Athletic Bilbao) con 22 reti.

## Classifica finale
|       | Pos. | Squadra         | Pt | G  | V  | N  | P  | GF | GS | DR  |
| ----- | ---- | --------------- | -- | -- | -- | -- | -- | -- | -- | --- |
|       | 1.   | Real Madrid     | 42 | 30 | 16 | 10 | 4  | 55 | 26 | +29 |
| [ 2 ] | 2.   | Barcellona      | 39 | 30 | 15 | 9  | 6  | 48 | 29 | +19 |
|       | 3.   | Las Palmas      | 38 | 30 | 17 | 4  | 9  | 56 | 41 | +15 |
|       | 4.   | Valencia        | 34 | 30 | 13 | 8  | 9  | 52 | 38 | +14 |
|       | 5.   | Real Saragozza  | 33 | 30 | 13 | 7  | 10 | 43 | 34 | +9  |
|       | 6.   | Atlético Madrid | 33 | 30 | 12 | 9  | 9  | 38 | 32 | +6  |
|       | 7.   | Athletic Bilbao | 32 | 30 | 11 | 10 | 9  | 51 | 28 | +23 |
|       | 8.   | Pontevedra      | 31 | 30 | 12 | 7  | 11 | 36 | 41 | -5  |
|       | 9.   | Español         | 29 | 30 | 12 | 5  | 13 | 48 | 44 | +4  |
|       | 10.  | Malaga          | 27 | 30 | 9  | 9  | 12 | 29 | 37 | -8  |
|       | 11.  | Elche           | 27 | 30 | 11 | 5  | 14 | 30 | 39 | -9  |
|       | 12.  | Sabadell        | 26 | 30 | 10 | 6  | 14 | 34 | 51 | -17 |
|       | 13.  | Córdoba         | 25 | 30 | 11 | 3  | 16 | 35 | 57 | -22 |
|       | 14.  | Real Sociedad   | 24 | 30 | 9  | 6  | 15 | 38 | 43 | -5  |
|       | 15.  | Real Betis      | 20 | 30 | 8  | 4  | 18 | 30 | 58 | -28 |
|       | 16.  | Siviglia        | 20 | 30 | 6  | 8  | 16 | 31 | 56 | -25 |

Legenda:
      Campione di Spagna e qualificato in Coppa dei Campioni 1968-1969
      Qualificato in Coppa delle Coppe 1968-1969
      Invitate alla Coppa delle Fiere 1968-1969
  Partecipa agli spareggi interdivisionali.
      Retrocesse in Segunda División 1968-1969
Regolamento:
Due punti a vittoria, uno a pareggio, zero a sconfitta.
In caso di arrivo di due o più squadre a pari punti, la graduatoria verrà stilata secondo la classifica avulsa tra le squadre interessate che prevede, in ordine, i seguenti criteri:
- Punti negli scontri diretti.
- Differenza reti negli scontri diretti.
- Differenza reti generale.
- Reti realizzate in generale.

## Spareggi

### Spareggi interdivisionali
Agli spareggi interdivisionali si scontravano la 13ª e 14ª classificata in Primera División con le seconde classificate dei due gironi di Segunda División. Le squadre vincenti dei due incontri avevano diritto a partecipare alla stagione successiva di Primera División.
|                 | Risultati |                 | Luogo e data                  |
| --------------- | --------- | --------------- | ----------------------------- |
| Real Valladolid | 0-1       | Real Sociedad   | Valladolid, 9 giugno 1968     |
| Real Sociedad   | 0-0       | Real Valladolid | San Sebastián, 16 giugno 1968 |
|                 |           |                 |                               |
| Córdoba         | 3-0       | Calvo Sotelo    | Cordova, 26 maggio 1968       |
| Calvo Sotelo    | 1-3       | Córdoba         | Puertollano, 2 giugno 1968    |
|                 |           |                 |                               |

## Statistiche

### Squadre

#### Capoliste solitarie
|    | —— | ——              | ——              | ——              | ——              | ——              | ——              | ——              | ——              | ——              | ——              | ——  | ——  | ——  | ——          | ——          | ——          | ——          | ——          | ——          | ——          | ——          | ——          | ——          | ——          | ——          | ——          | ——          | ——          | —— |  |
|    |    | Atlético Madrid | Atlético Madrid | Atlético Madrid | Atlético Madrid | Atlético Madrid | Atlético Madrid | Atlético Madrid | Atlético Madrid | Atlético Madrid | Atlético Madrid |     | AtM | AtM | Real Madrid | Real Madrid | Real Madrid | Real Madrid | Real Madrid | Real Madrid | Real Madrid | Real Madrid | Real Madrid | Real Madrid | Real Madrid | Real Madrid | Real Madrid | Real Madrid | Real Madrid |    |  |
|    |    |                 |                 |                 |                 |                 |                 |                 |                 |                 |                 |     |     |     |             |             |             |             |             |             |             |             |             |             |             |             |             |             |             |    |  |
|    |    |                 |                 |                 |                 |                 |                 |                 |                 |                 |                 |     |     |     |             |             |             |             |             |             |             |             |             |             |             |             |             |             |             |    |  |
| 1ª | 2ª | 3ª              | 4ª              | 5ª              | 6ª              | 7ª              | 8ª              | 9ª              | 10ª             | 11ª             | 12ª             | 13ª | 14ª | 15ª | 16ª         | 17ª         | 18ª         | 19ª         | 20ª         | 21ª         | 22ª         | 23ª         | 24ª         | 25ª         | 26ª         | 27ª         | 28ª         | 29ª         | 30ª         |    |  |